# NGC 730
NGC 730 est une étoile située dans la constellation des Poissons. 
L'astronome français Guillaume Bigourdan a enregistré la position de cette étoile le 7 novembre 1885

## Rréférences
1. 1 2  « Les données de «Revised NGC and IC Catalog by Wolfgang Steinicke», NGC 700 à 799 », sur astrovalleyfield.com (consulté le 6 janvier 2024)
2. 1 2   (en) « Site du professeur C. Seligman » (consulté le 29 mars 2016)